# الاتحاد الوطني من أجل التقدم في رومانيا
الاتحاد الوطني من أجل التقدم في رومانيا (بالرومانية: Uniunea Națională pentru Progresul României)‏ هو حزب سياسي روماني، أسس في 1 مايو 2010، يقع مقره في بوخارست، وقد بلغ عدد أعضائه 350,000 في 2013.

## أعضاء بارزون
- كود سباركل
- تحديث القائمة

- غابرييل أوبريا (2010 - )
- Cristian Popescu Piedone (2012 - )
- Marian Sârbu
- ماريوس ستانكيفيسيوس
- Cătălin Cherecheș
- Marian Enache (2012 - 2016)
- Culiță Tărâță (2010 - )
- Andrei-Răzvan Condurățeanu (2013 - )
- Iacob Pușcaș (2013 - )
- Răzvan Rotaru (2016 - )